# Corki repülőtér
A Corki repülőtér (IATA: ORK, ICAO: EICK) Írország egyik nemzetközi repülőtere, amely Cork közelében található. Éves utasforgalma 2 387 806 fő (2018).

## Futópályák
A repülőtér futópályái:
- 16/34 (2133 m, 45 m, aszfalt)
- 07/25 (1310 m, 45 m, beton)

## Forgalom
Az utasforgalom az elmúlt években az alábbi módon változott:
| Utasok száma | 1 315 224 | 1 775 817 | 2 182 157 | 3 010 575 | 2 769 048 | 2 361 947 | 2 144 476 | 2 308 507 | 2 585 466 | 2 235 260 |
|              | 1998      | 2001      | 2003      | 2006      | 2009      | 2011      | 2014      | 2017      | 2019      | 2022      |